# Техасский международный поп-фестиваль
Техасский международный поп-фестиваль (англ. Texas International Pop Festival) состоялся в 1969 году в Льюисвилле (штат Техас) в выходные дни, посвященные Дню труда, и проходил три дня, с 30 августа по 1 сентября. Это произошло через две недели после Вудстока. Местом проведения мероприятия было открытое поле к югу и западу от недавно открытой Далласской международной автомобильной трассы, расположенной на восточной стороне межштатной автомагистрали 35E, напротив перекрестка с Раундгров-роуд.

## История
Фестиваль был организован концертным промоутером Ангусом Дж. Уинном III, сыном Ангуса Дж. Уинна, основателя парка развлечений «Шесть флагов над Техасом». Ранее Уинн посетил Международный поп-фестиваль в Атланте, состоявшимся в День независимости США, 4 июля 1969 года. Вдохновившись увиденным, он решил организовать фестиваль недалеко от Далласа и объединился с главным организатором фестиваля в Атланте, Алексом Кули, создав компанию Interpop Superfest.
На фестивале выступали: Canned Heat, Chicago (тогда назывались Chicago Transit Authority), James Cotton Blues Band, Delaney and Bonnie and Friends, Grand Funk Railroad, The Incredible String Band, Дженис Джоплин, Би Би Кинг, Фредди Кинг, Led Zeppelin, Херби Мэнн, Nazz, Rotary Connection, Сэм и Дэйв, Santana, Джон Себастьян, Shiva's Headband, Sly & the Family Stone, Space Opera, Spirit, Sweetwater, Ten Years After, Тони Джо Уайт и Джонни Винтер.
К северу от места проведения фестиваля находился кемпинг на озере Льюисвилл, где посетители-хиппи купались нагишом. Также на территории кемпинга была бесплатная сцена, где играли некоторые группы после выступления на основной сцене, а также группы, не выступавшие на главной сцене. Именно на этой сцене Хью Ромни, глава знаменитой коммуны Вудсток Hog Farm, получил от Кинга своё прозвище Уэйви Грейви.
The Merry Pranksters, группа Кена Кизи, отвечали за бесплатную сцену и зону для кемпинга. Хотя Кизи не был ни на техасском мероприятии, ни на Вудстоке, на Техасском поп-фестивале были его правая рука, Кен Бэббс, и его психоделический автобус «Далше». Хиппи из Hog Farm обеспечивали охрану, «походную палатку» и бесплатную еду.
Посещаемость фестиваля остаётся неизвестной, но оценивается от 120 000 до 150 000 человек. Как и в случае с Вудстоком, сообщений о насильственных преступлениях не поступало. Зафиксированы одна смерть из-за теплового удара и одно рождение.
Высококачественные контрабандные записи почти всего фестиваля распространяются в Интернете. Сет Led Zeppelin является одним из самых популярных бутлегов Led Zeppelin из-за высокого технического и музыкального качества исполнения.

## Расписание
Фестиваль начинался в 16:00 каждый день. Grand Funk Railroad (объявленные как «Железная дорога Большого фанка») открывался все три дня и играл в полуденную жару до 16:00 вечера, когда выступала группа открытия. Би Би Кинг играл все три вечера и рассказывал одни и те же шутки и истории, возможно, думая, что на каждое шоу у него была разная аудитория в десятки тысяч человек.

| Суббота, 30 августа 1. Grand Funk Railroad 2. Canned Heat 3. Chicago Transit Authority 4. James Cotton Blues Band 5. Janis Joplin 6. B.B. King 7. Herbie Mann 8. Rotary Connection 9. Sam & Dave | Воскресенье, 31 августа 1. Grand Funk Railroad 2. Chicago Transit Authority 3. James Cotton Blues Band 4. Delaney & Bonnie & Friends 5. The Incredible String Band 6. B.B. King 7. Led Zeppelin (объявлены как The Led Zeppelin) 8. Herbie Mann 9. Sam & Dave 10. Santana | Понедельник, 1 сентября 1. Grand Funk Railroad 2. Johnny Winter 3. Delaney & Bonnie & Friends 4. B.B. King 5. Nazz 6. Sly and the Family Stone 7. Spirit 8. Sweetwater 9. Ten Years After 10. Tony Joe White |

## Мемориал
29 января 2010 года Историческая комиссия Техаса одобрила размещение исторического памятника возле железнодорожной станции Хеброн в восточном Льюисвилле, недалеко от бывшей фестивальной сцены. 31 января 2010 года в Лейк-Далласе (штат Техас) был проведён благотворительный концерт, чтобы собрать 1500 долларов, необходимых для оплаты памятника. Мемориальная доска была установлена в ходе официальной церемонии посвящения, состоявшейся на близлежащей железнодорожной станции 1 октября 2011 года.